# Wladimir Wladimirowitsch Nemzew

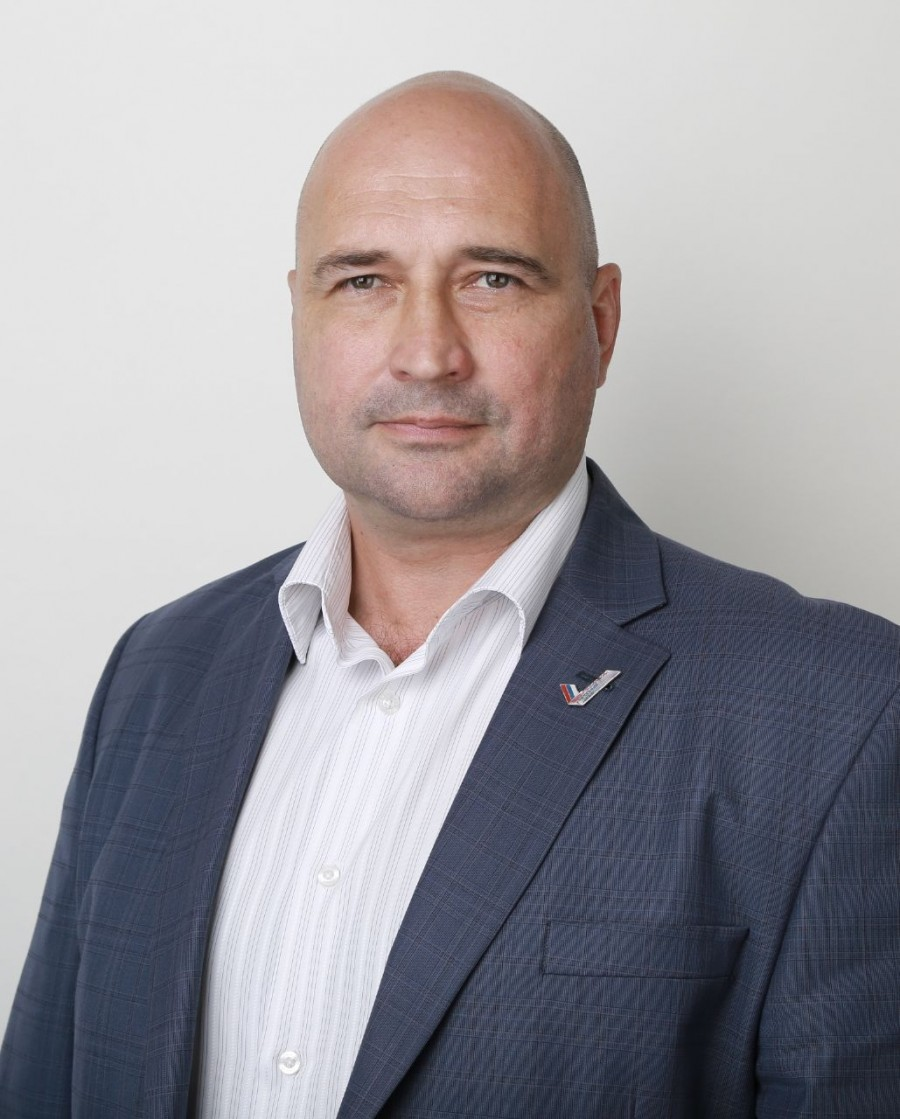
Wladimir Nemzew (2019)

Wladimir Wladimirowitsch Nemzew (russisch Владимир Владимирович Немцев, ukrainisch Володимир Володимирович Нємцев Wolodymyr Wolodymyrowytsch Njemzew; * 15. November 1971 in Sewastopol, Ukrainische SSR) ist ein russischer Politiker. Er ist Vorsitzender der Legislativversammlung der Stadt Sewastopol.

## Leben
Nach seinem Schulabschluss 1989 war er als Schiffsmechaniker in der Werft Sewmorsawod tätig. 1995 schloss er sein Studium als Schiffbauingenieur an der Staatlichen Technischen Universität Sewastopol ab. Seit 1995 ist er Geschäftsführer eines Ingenieurbüros. Von 1999 bis 2014 hatte er Führungspositionen in verschiedenen kommunalen und gewerblichen Unternehmen inne. Bis April 2015 arbeitete er als Projektkoordinator für das regionale Exekutivkomitee der Gesamtrussischen Volksfront in Sewastopol. Von 2015 bis 2017 war er stellvertretender Direktor einer Werft in Sewastopol, von 2017 bis 2018 Direktor eines Planungsbüros. 2018 erlangte er einen Masterabschluss in Projektmanagement an der Staatlichen Universität Sewastopol. Anschließend war er von August 2018 bis April 2019 Generaldirektor eines Reinigungsunternehmens und von April 2019 bis zum 14. September 2019 stellvertretender Generaldirektor von Sewastopolgas.
Nemzew steht auf diversen Sanktionslisten.

## Politik
Von Dezember 2015 bis Dezember 2021 war Nemzew Vorsitzender der Gesamtrussischen Volksfront in Sewastopol.
Bei der Wahl der Legislativversammlung 2019 wurde er im Wahlkreis 4 als Kandidat von Einiges Russland gewählt. Seit 14. September 2019 ist er Vorsitzender der Legislativversammlung. Seit September 2021 ist er außerdem Vorsitzender der Fraktion Einiges Russland.
Er ist stellvertretender Vorsitzender von Einiges Russland in Sewastopol.

## Auszeichnungen
- Medaille für die Rückholung der Krim[3]
- Dank des Präsidenten der Russischen Föderation (2018 und 2019)[2]